# 卡薩芒斯河

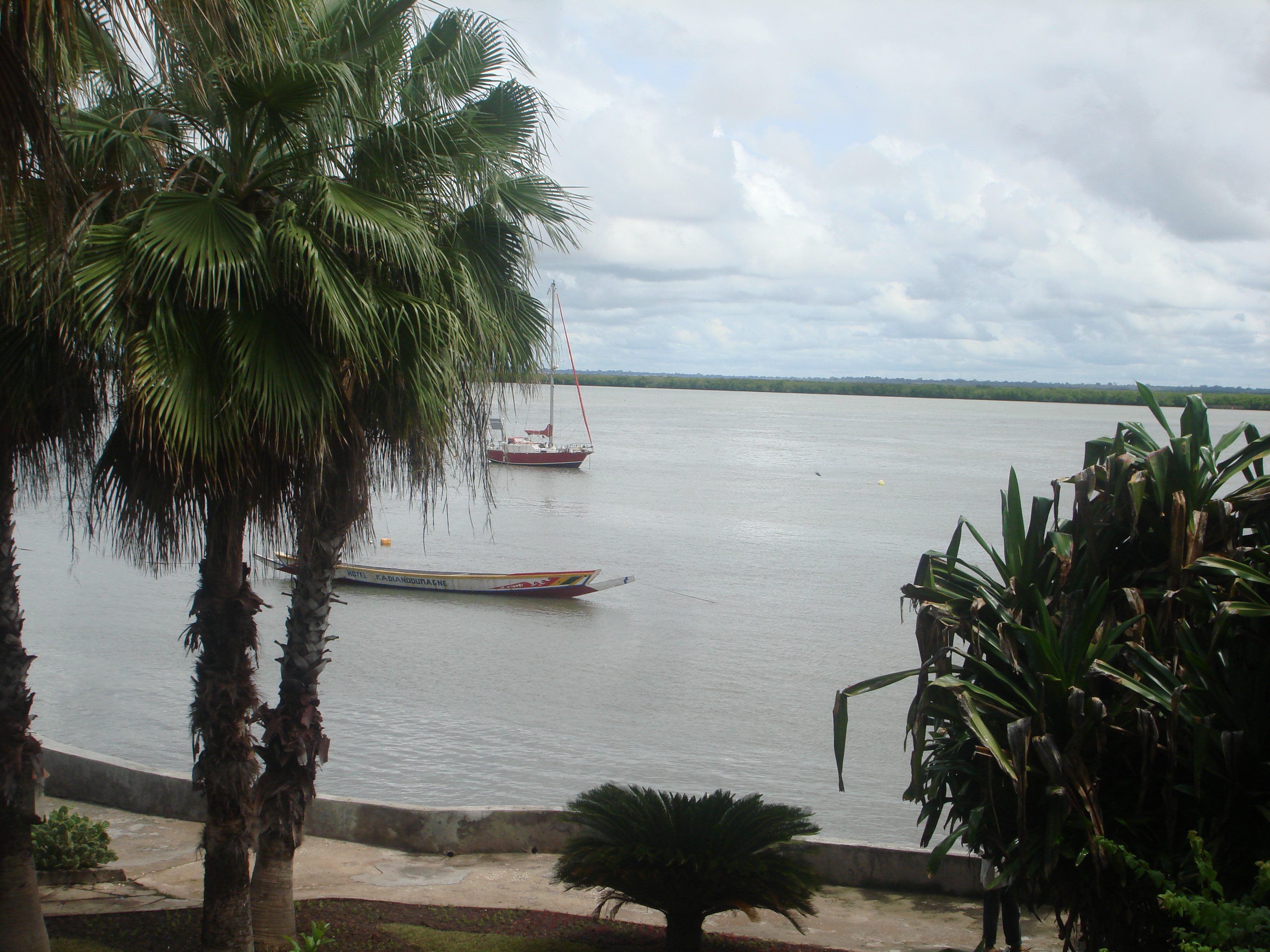
卡薩芒斯河

13°00′07″N 14°35′09″W / 13.001826°N 14.585963°W
卡薩芒斯河（法語：Casamance Fleuve）是塞內加爾的河流，向西流進大西洋，河道全長320公里，其中只有130公里可讓船隻航行，是科爾達區和濟金紹爾區的主要河流。